# Neotragini
La tribù Neotragini comprende le antilopi nane dell'Africa :
- Dorcatragus
  - Dorcatragus megalotis Menges, 1894 - beira

- Madoqua
  - Madoqua guentheri
  - Madoqua kirkii
  - Madoqua piacentinii
  - Madoqua saltiana

- Neotragus
  - Neotragus batesi
  - Neotragus moschatus
  - Neotragus pygmaeus

- Oreotragus
  - Oreotragus oreotragus

- Ourebia
  - Ourebia ourebi

- Raphicerus
  - Raphicerus campestris
  - Raphicerus melanotis
  - Raphicerus sharpei

Alcuni mammalologi (Haltenorth, 1963) consideravano questo gruppo come una distinta sottofamiglia ( Neotraginae ).